# Narses Eruanduni
Narses Eruanduni (em armênio: Ներսեհ Էրուանդունի; romaniz.: Nerseh Eruanduni) foi um nobre armênio (nacarar) do século V, membro da família Eruanduni.

## Nome
Narses é a forma helenizada e latinizada do nome. Em armênio, ocorre como Nerses. A atestação mais antiga do nome ocorre nos Feitos do Divino Sapor, uma inscrição trilíngue do reinado do xainxá sassânida Sapor I (r. 240–270). Em parta é registrado como Narsēs e em pálavi como Narsē. O nome deriva do avéstico Nairyō saŋha-, que literalmente significa "o de muitos discursos", ou seja, o mensageiro divino.

## Contexto

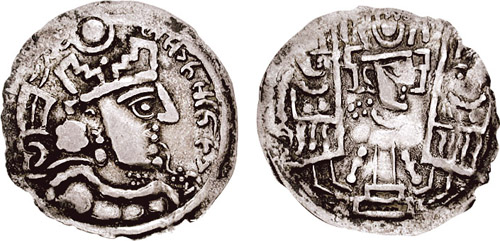
Dracma de r.

Em 428, os nacarares da Armênia peticionaram ao xainxá Vararanes V (r. 420–438) para que destronasse o rei Artaxias IV (r. 422–428) e abolisse a dinastia arsácida. Para governar o país, Vemir-Sapor foi nomeado como marzobã e e Vaanes II foi designado à tenência real. Vemir-Sapor morreu em 442, após uma administração considerada justa e liberal, na qual conseguiu manter a ordem sem ferir o sentimento nacional de frente. Vasaces I substituiu-o como marzobã. Vararanes permitiu a manutenção do cristianismo, enquanto procurava acabar com a influência do Império Bizantino sobre a Igreja da Armênia ao anexá-la à Igreja do Oriente. Contudo, seu filho e sucessor, Isdigerdes II (r. 438–457), era um pietista masdeísta e se comprometeu a impor o masdeísmo na Armênia, exigindo que a nobreza apostatasse e fundando templos de fogo sobre igrejas. Sob a liderança de Vardanes II, se revoltaram, mas foram derrotados em junho (ou 26 de maio) de 451 na Batalha de Avarair; a maioria dos nacarares que participaram da revolta foram então deportados à capital persa de Ctesifonte. Após Avarair, os armênios foram constantemente chamados pelos iranianos para expedições militares distantes e foram obrigados a aceitar o crescente poder dos apóstatas. No contexto, receberam bem o apelo da revolta de Vactangue I (r. 447–522), que sublevou contra os persas.

## Vida
A parentela de Narses é desconhecida, salvo que pertencia à família Eruanduni. Em 481, irrompeu a revolta contra o Império Sassânida liderada por Vaanes I na Armênia. Na Páscoa, Narses recebeu uma carta de Vaanes exortando que marchasse com seus soldados para junto dos demais rebeldes, e Narses atendeu ao pedido por compartilhar a fé e ideais de Vaanes. Quando aproximou-se de Arreste com João Anzevaci, foi atacado de surpresa por Sevuque Anzevaci e João de Moxoena liderando um contingente de cavalaria. Narses e João Anzevaci derrubaram João de Moxoena de seu cavalo ao atingirem ele com suas lanças, enquanto Sevuque caiu de seu cavalo e foi pisoteado até a morte por uma vaca. Sem seus líderes, os atacantes recuaram e se dispersaram, permitindo a Narses e João alcançarem seu destino.